# مارکی بیشیانگ
مارکی بیشیانگ (متوفای ۱۰ دسامبر ۱۲۵)، با نام شخصی لیو یی، و معرفی‌شده با نام امپراتور شائو هان، یکی از امپراتوران دودمان هان بود. پس از مرگ امپراتور آن هان، مارکی بیشیانگ که پسرعموی امپراتور آن و نوه‌ی امپراتور ژانگ بود، بعنوان جانشین وی معرفی شد. او از ۳۰ آوریل ۱۲۵ تا هنگام مرگش ۱۰ دسامبر ۱۲۵ (کمتر از ۸ ماه) حکومت دودمان هان شرقی را بر عهده داشت. پس از مارکی بیشیانگ، پسر امپراتور آن، لیو بائو با نام امپراتور شون هان تاجگذاری نمود.